# Casuarina glauca
Casuarina glauca là một loài thực vật có hoa trong họ Casuarinaceae. Loài này được Sieber ex Spreng. mô tả khoa học đầu tiên năm 1826.

## Hình ảnh

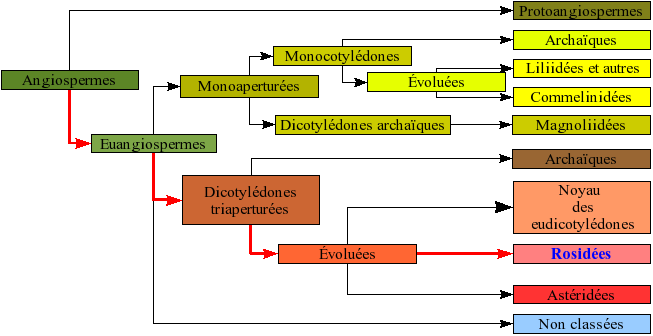
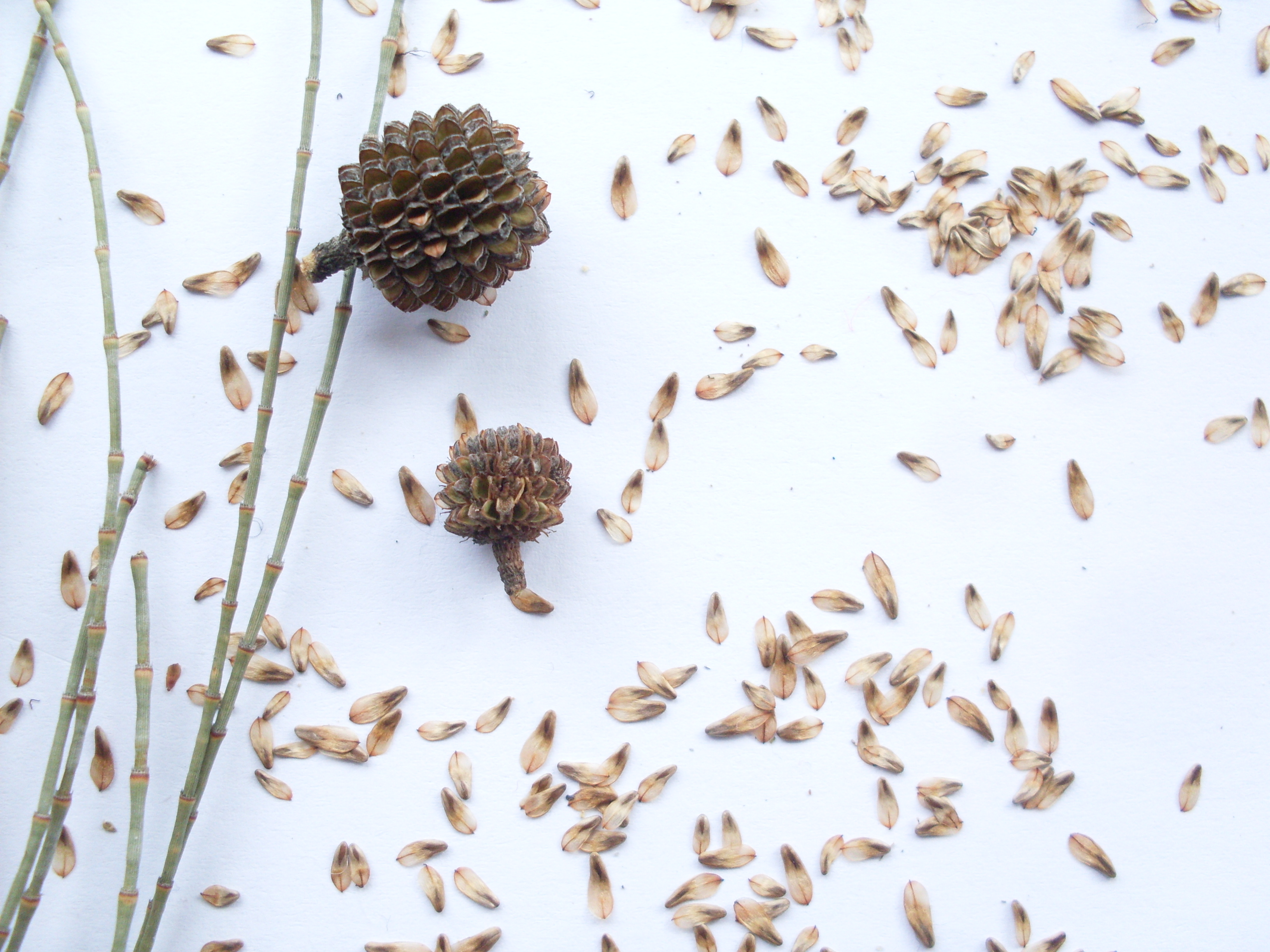
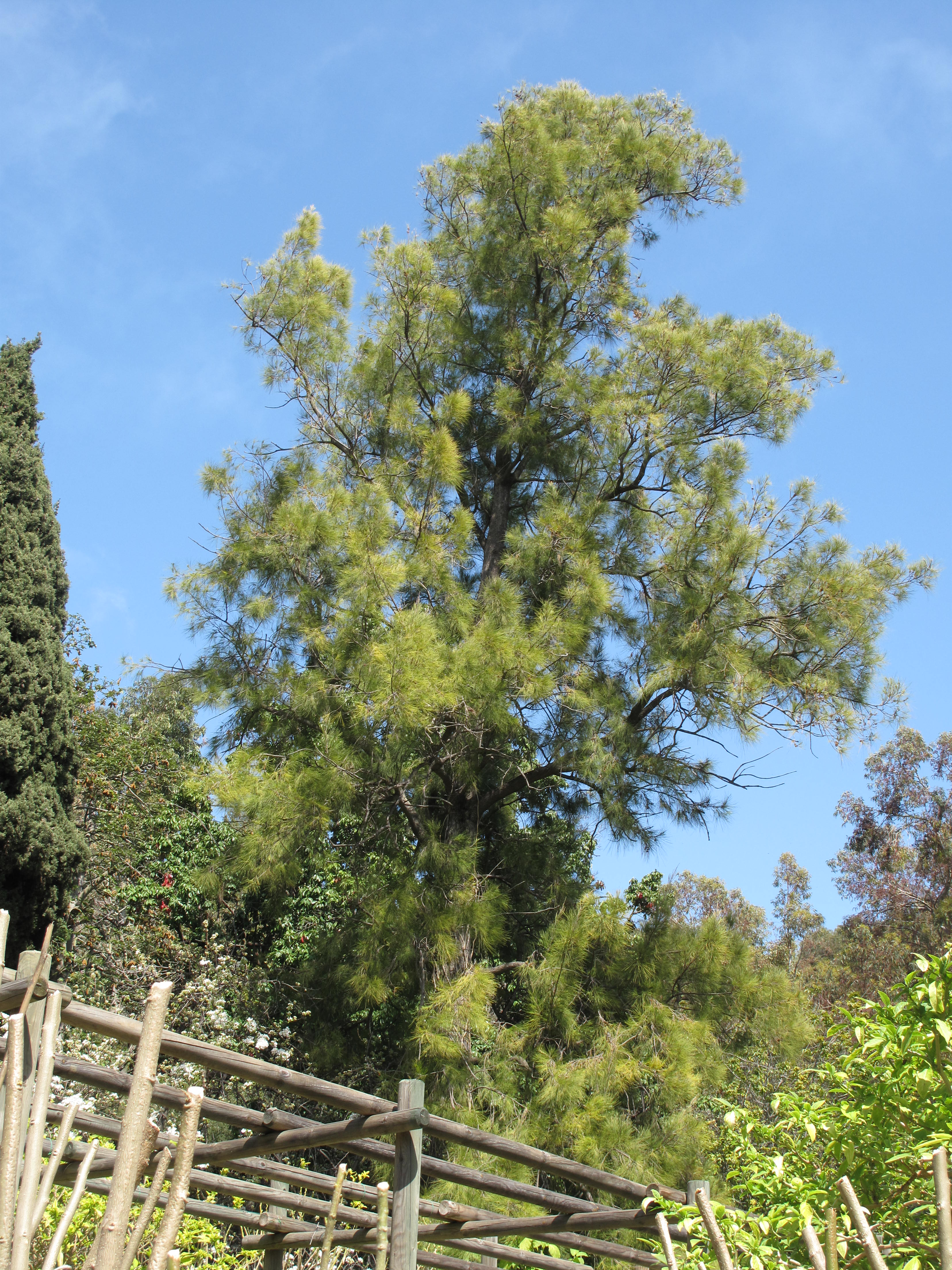
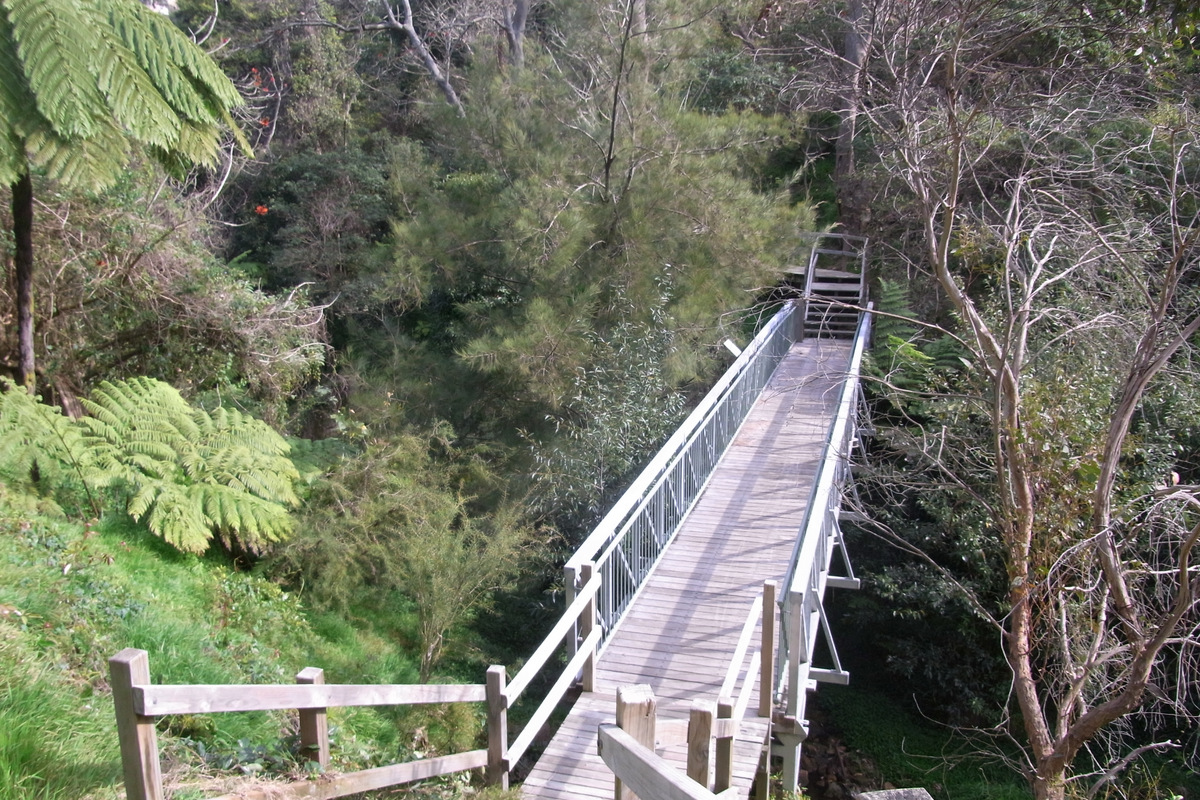